# Tatiana Góyshchik
Tatiana Góyshchik (Rusia, 6 de julio de 1952) es una atleta soviética retirada, especializada en la prueba de 4x400 m en la que llegó a ser campeona olímpica en 1980.

## Carrera deportiva
En los JJ. OO. de Moscú 1980 ganó la medalla de oro en los relevos 4x400 metros, con un tiempo de 3:20.12 segundos, llegando a meta por delante de Alemania del Este y Reino Unido, siendo sus compañeras de equipo: Tatiana Proróchenko, Nina Ziuskova y Irina Nazárova.
Y en el Campeonato Europeo de Atletismo en Pista Cubierta de 1980 ganó el bronce en los 400 metros, con un tiempo de 52,71 segundos, llegando a meta tras la alemana Elke Decker y la austriaca Karoline Käfer.